# Le Zen dans l'art chevaleresque du tir à l'arc
Le Zen dans l'art chevaleresque du tir à l'arc est un petit livre écrit dans les dernières années de sa vie par Eugen Herrigel (20 mars 1884 - 18 avril 1955), professeur de philosophie allemand néokantien qui s'intéressa à la philosophie de la logique, ainsi qu'au mysticisme, c'est-à-dire – selon Herrigel – à l'atteinte de « l'état de détachement véritable ». Le contenu de ce livre a eu une grande influence sur la vogue du zen en Occident et a répandu l'idée que le tir à l'arc japonais était en rapport étroit avec le zen. Soixante ans après sa première parution, la réalité factuelle de cette notion développée par Herrigel est sérieusement contestée[réf. nécessaire].
De 1924 à 1929, Herrigel a enseigné la philosophie au Japon à l'université Sendai et, bien que ne lisant ni ne parlant le japonais, il y a étudié le kyūdō (l'art japonais du tir à l'arc) sous la direction du maître Awa Kenzō (1880-1939), qui l'enseignait d'une façon non orthodoxe dans une forme personnelle considérée par certains comme une religion mystique, appelée daishadōkyō. Daishadōkyō était une approche du kyūdō qui insistait sur l'aspect spirituel, ce qui la différenciait de la pratique majoritaire courante de l'époque.
Eugen Herrigel raconte dans son livre qu'il était attiré par le zen, discipline que l'approche occidentale ne permettait pas, selon lui, de comprendre à ce moment-là. Il trouve alors le kyūdō comme support à cette recherche, et de fait, un des sujets du livre semble être l'approche du zen à travers le kyūdō, pratique bouddhiste évoquée sans s'étendre néanmoins sur les détails. Les pratiquants du kyūdō peuvent trouver dans ce livre quels sont les points communs avec l'évolution et la démarche de leur propre kyūdō.
À la lumière de travaux récents, en particulier ceux produits depuis les années 1990 dans le monde universitaire anglo-saxon, il importe de contextualiser Le Zen dans l'art chevaleresque du tir à l'arc dans l'époque troublée du national-socialisme allemand et de l'impérialisme militariste japonais des décennies 1920, 1930 et 1940. Certains universitaires allemands et japonais férus d'échanges « intercontinentaux », et ralliés aux thèses nationalistes et guerrières qui proliféraient alors dans leur pays d'origine, se prirent à mêler avec entrain tant des considérations d'ordre spirituel, que philosophique ou martial (bushidō) dans le but de légitimer et exprimer leur soutien à ces causes. Or, à bien considérer les éléments actuellement connus de la vie et des travaux d'Eugen Herrigel, force est de constater que sa carrière académique connut une rapide accélération non seulement du fait de son adhésion au parti nazi, mais aussi grâce à la manière dont il fit l'habile publicité de son expérience japonaise en la raccrochant aux théories du NSDAP pour tenter de se donner une visibilité et se démarquer autant que possible de manière originale des autres professeurs d'université nazis. De fait, Le Zen dans l'art chevaleresque du tir à l'arc apparaît comme la version édulcorée – et soluble dans les valeurs de l'après-Seconde Guerre mondiale des lecteurs issus de pays ayant vaincu les totalitarismes – d'un premier article-conférence paru en 1936 qui est, quant à lui, nettement connoté idéologiquement, L'Art chevaleresque du tir à l'arc. Titre de 1936 dans lequel on soulignera qu'Eugen Herrigel avait pris soin de ne pas glisser le mot « zen ».

## Étude du «Zen dans l'art chevaleresque du tir à l'arc»

### Le contexte du Zen et des arts martiaux sous les ères Meiji et Taishō: quelle réalité à l'époque du séjour d'Eugen Herrigel au Japon?

#### Un zen persécuté qui cherche à retrouver sa place dans une société en pleine mutation
Dans son article « Rules of Purity » in Japanese Zen, T. Griffith Foulk dresse un état des lieux de la situation du bouddhisme au Japon, toutes écoles confondues, à l'aube de l'ère Meiji (1868-1912) et durant les années qui suivent. Avec la fin shogunat des Tokugawa et la restauration du pouvoir impérial en 1867, le pays se modernise et s'industrialise à marche forcée, s'inscrivant dans le sillon tracé par les grandes puissances coloniales occidentales. Dans ce contexte, le bouddhisme fait figure, dans l'esprit de nombreux dirigeants du nouveau gouvernement, de religion arriérée et superstitieuse.
De fait, le bouddhisme subit un régime extrêmement dur dans les premières années de l'ère Meiji. Foulk relève l'apparition d'un mouvement dénommé haibutsu kishaku. Soit littéralement « abolissez le bouddhisme et détruisez Shākyamuni ». Ce qui conduit à la destruction pure et simple de temples, à la confiscation de leurs terres, et conduit les prêtres bouddhistes à abandonner la robe pour retourner à la vie laïque. De sorte qu'en 1876, le nombre de temples bouddhistes avait chuté à 71.962, soit 80 % de moins que durant la période Tokugawa. Le gouvernement en place édicte alors une politique de séparation totale entre le shintoïsme et le bouddhisme (shinbutsu bunri), et redonne au premier sa place de religion officielle (car « ancienne » et « pure ») de la nation japonaise.
Le pouvoir promulgue également des lois visant à laïciser ce qui subsiste de la prêtrise bouddhiste, en transformant celle-ci en profession tout ce qu'il y a de plus ordinaire. Par exemple, une ordonnance de 1872 autorisa les moines à « manger de la viande, se marier et porter des cheveux ». D'autres textes autorisèrent les moines bouddhistes à conserver leur nom de famille laïque (contrairement à l'usage traditionnel de leur nom religieux, ou nom dans le Dharma) dans l'optique du recensement national, et les soumit également au régime de la conscription dans les forces armées.
Malgré tout, ainsi que le rappelle T. Griffith Foulk, le pouvoir politique retint l'organisation traditionnelle des temples bouddhistes, hiérarchisés entre temple-mère (en japonais honzan) et temples branches qui étaient subordonnés au premier. Ce dans le but d'assurer un contrôle étatique sur le bouddhisme. En 1872, l'unification administrative des principales traditions bouddhistes s'était opéré : Tendai, Shingon, Jodo, Jodo Shin, Nichiren, Ji et Zen. En ce qui concerne la tradition zen en particulier, une nouvelle entité administrative apparut, dénommée Zenshu, plaçant de fait sous l'autorité d'un unique prêtre surintendant (kancho) les écoles Rinzai, Sōtō et Ôbaku. Néanmoins cette organisation se révélera à l'usage inopérante et, en 1874, les divers groupements historiques de temples Rinzai et Sōtō furent autorisés à se constituer en deux organisations distinctes. Un peu plus tard, en 1876, les contrôles furent assouplis encore un peu plus, autorisant de fait les écoles Ôbaku et Rinzai à se fragmenter en structures indépendantes, chacune avec à sa tête un temple-mère et un réseau de temples affiliés qui ressemblait fortement à l'organisation telle qu'existante durant la période tardive des Tokugawa. L'école Sōtō restait quant à elle une seule et unique formation religieuse, ayant pour particularité d'avoir à sa tête deux temples-mères, Eihei-ji et Sōjiji.
Comme le souligne T. Griffith Foulk, les attaques à l'encontre des institutions bouddhistes et de leurs idées qui survinrent aux débuts de l'ère Meiji doivent être contextualisées dans le projet de modernisation (donc d'occidentalisation) et de la construction de la nation japonaise. S'appuyant sur les travaux de James Ketelaar, qui a étudié la persécution du bouddhisme durant l'ère Meiji, T. Griffith Foulk rappelle que celui-ci identifie trois arguments principaux qui sous-tendent et nourrissent la critique anti-bouddhiste d'alors :
1. L'inutilité socio-économique des prêtres et des temples, qui affaiblissait l'entrée de la nation dans le « courant civilisateur » ;
2. le caractère exogène à la culture japonaise de ces enseignements, qui promouvaient prétendument la désunion et étaient de fait incompatibles avec les orientations d'une « nation impériale » ;
3. la dimension mythologique de l'histoire du bouddhisme - i.e. dans l'esprit de ses contempteurs son aspect non scientifique, et donc non compatible avec le Japon moderne qui s'édifiait alors.

T. Griffith Foulk note que les deux premiers arguments, bien qu'opérants, étaient malgré tout éculés car bien connus et utilisés depuis plus de mille ans en Chine, où le bouddhisme avait été également persécuté à plusieurs reprises sur la base de ces mêmes critiques. Le troisième point, en revanche, rencontrait, lui, beaucoup plus d'écho : le bouddhisme était une religion pétrie de superstitions, se fondant sur une cosmogonie et une histoire erronées. Or, selon T. Griffith Foulk, ces arguments découlaient du même corpus intellectuel rationaliste et historiciste inspiré par l'Occident et promu par les tenants d'une occidentalisation du Japon.
Dans ce contexte hostile au bouddhisme, et donc au zen, T. Griffith Foulk souligne que ce dernier, pour retrouver une légitimité aux yeux des instances politiques du pays, va procéder à un mouvement « d'auto-réinvention » complexe. En particulier, les tenants du zen vont mettre en exergue l'aspect communautaire, hiérarchique, ascétique et hautement discipliné de l'entrainement monastique traditionnel. Autant de caractéristiques partagées avec la structure sociale japonaise et qui étaient, de fait, très recherchées dans un monde désormais constitué d'entreprises, d'usines et d'unités militaires, que les oligarques de l'ère Meiji étaient alors en train de bâtir. Se rappelant par ailleurs que la fondation des premiers monastères zen au Japon au XIIIe siècle s'était opéré sous le patronage du bakufu de Kamakura, ces défenseurs de la cause du zen mettaient également en exergue le lien putatif entre zen et bushido, la « voie du guerrier », ce qui permettait de promouvoir les anciennes valeurs du Japon féodal tout en les associant au Japon moderne.

#### Arts martiaux: réhabilitation de la figure du samouraï et transition du «jutsu» au «do» à l'heure du nationalisme nippon

##### Le samouraï: éléments historiques et culturels
Le samouraï constitue une caste de la noblesse militaire - ou buke - liée au système du bakufu (gouvernements militaires qui accaparent l'autorité politique en lieu et place du pouvoir impérial à partir de la fin du shogunat de Kamarura en 1192), à laquelle incombait des tâches administratives et de gestion, et qui se formalise réellement dans la société japonaise à l'époque d'Edo (v. 1615-1868). Quand bien même le terme de samouraï - qui provient du verbe saburau signifiant « servir » - semble attesté à partir du Xe siècle. Il ne doit pas être confondu avec le guerrier traditionnel ou bushi, à l'origine bien plus ancienne dont on peut situer l'apparition à l'époque de Heian (v. 800), qui était directement lié à la vieille aristocratie religieuse dite kuge, d'origine divine et liée à la cour impériale.
Francine Hérail, historienne française spécialiste du Japon ancienne professeur à l’Institut national des langues et civilisations orientales jusqu’en 1981, puis directeur d’études à l’École pratique des hautes études (IVe section, chaire d'histoire et philologie japonaises) jusqu’en 1998, recadre l'histoire de la figure du samouraï japonais dans une notice - Guerriers et samouraïs dans l'histoire du Japon - rédigée en 2003 pour le site Clio.fr. Comme le rappelle l'auteur, à l'issue de la période des grandes guerres féodales qui voit Tokugawa Ieyasu (1542-1616) devenir en 1615 seul maître du Japon, après la prise du château d'Osaka où résidaient le fils de Toyotomi Hideyoshi et ses fidèles. Francine Hérail souligne ici que « le bakufu promulgua alors un règlement en treize articles surtout destiné aux daimyô. On y lit que les lois du bakufu doivent primer celles des fiefs, que la construction et les réparations des châteaux encore subsistants sont soumises à une autorisation du bakufu, que mariages et successions dans les familles de daimyô doivent recevoir l'accord du bakufu ».
La victoire de 1615 de Tokugawa Ieyasu sur le clan rival de Toyotomi Hideyoshi ouvre la voie à une période de repli du Japon vis-à-vis du monde extérieur, mais aussi une période de paix intérieure durable jusqu'à la mort du shogun Tokugawa Iemochi en 1866. Concernant justement la strate sociale des samouraïs à compter de 1615, Francine Hérail observe : « Encore très guerriers au XVIIe siècle et peu instruits, les samouraïs se sont transformés au fil du temps en une sorte de classe de fonctionnaires, quoiqu'ils aient toujours jalousement gardé leurs privilèges de porter deux sabres et de pouvoir châtier tout roturier qui leur manquait de respect. Malgré leur répugnance, certains étaient chargés de l'administration financière de leur fief. À partir du XVIIIe siècle beaucoup de fiefs ont créé des écoles pour leurs samouraïs et promu l'idéal du guerrier instruit. Une bonne part des penseurs de l'époque d'Edo est sortie de leurs rangs. En outre certains samouraïs n'hésitaient pas à quitter quelquefois provisoirement leur fief pour devenir rônin et en profiter pour compléter leurs études. Enfin, grâce au système de la résidence alternée, ils pouvaient acquérir une expérience qui dépassait les limites de leur fief. »
Comme le souligne Francine Hérail, « jusqu'au bakufu des Tokugawa, il n'y exista pas vraiment un statut de guerrier ». Ce n'est qu'à l'époque d'Edo, à partir de 1600 et donc tardivement dans l'histoire du Japon, « que le statut héréditaire de guerrier a été clairement défini. C'est aussi à cette époque que furent écrits les premiers livres traitant de ce qu'on a appelé morale des guerriers – dont la première esquisse se trouve déjà dans des œuvres du XIIe siècle – de l'exaltation de leurs vertus : loyauté, courage, sacrifice de sa vie et des intérêts de sa famille. »
Pour synthétiser, la figure du samouraï se dessine donc progressivement à partir du premier bakufu de Kamakura au XIIe siècle pour finalement constituer une aristocratie militaire formalisée et réglée, totalement acquise au shogunat des Tokugawa, au XVIIe siècle. Mais une aristocratie bien loin de partager la culture et les finesses de celle de la cour impériale. Conscient de ce manque et pour s'affirmer face à la cour impériale et ses valeurs, les pouvoirs militaires successifs vont tenter d'instruire ces guerriers, souvent très rustres, pour les transformer en administrateurs de qualité. Pour ce faire, ils vont s'adjoindre les services des écoles bouddhistes, de la tradition zen en particulier, et plus précisément encore de l'école Rinzai. Quand bien même une figure comme Dōgen - moine né dans la haute aristocratie impériale et qui fixera la forme de l'école Sōtō - fuira pour sa part la sphère du pouvoir politique en abandonnant en 1243 son monastère de Kôshôji pour s’établir dans les montagnes reculées de la province septentrionale d’Echizen (actuelle préfecture de Fukui) pour s'installer dans le futur temple de Eiheiji (1246), ainsi que le relève par exemple l'auteur et spécialiste du zen Éric Rommeluère. Quoi qu'il en soit, comme il le remarque, la prise en main de l'éducation spirituelle et culturelle des guerriers par les écoles zen ne donne pas toujours le résultat escompté. Il cite ainsi l'exemple du shogun Takeda Shingen qui, bien qu'ayant pris les préceptes bouddhistes - dont le premier, celui de ne pas prendre la vie... - dans le courant du Mahāyāna et qui portait sur son armure le rakusu, la forme réduite du vêtement monacal kesa, n'en a pas moins continué à massacrer, détruire et piller pour accroître son pouvoir : « Shingen Takeda (武田信玄, 1521-1573) [fut] l’un des plus grands seigneurs de la guerre de l’époque médiévale japonaise. Sa figure violente et tourmentée inspira le film Kagemusha d'Akira Kurosawa. Le féroce Takeda fut surnommé « le tigre de [la province de] Kai ». L’histoire n’a pas retenu son prénom Harunobu, mais plutôt son nom bouddhiste Shingen (信玄, « Foi et Mystère »). Comme il était souvent de tradition pour ce genre de seigneur, Takeda avait pris les préceptes bouddhistes dans la tradition Zen. Peu importe sa violence, sa haine et ses désirs de vengeance, il serait tôt ou tard promis au rang de bouddha. Tuer, piller, ravager ne lui semblait nullement incompatible avec ses vœux. Le rakusu (l’habit bouddhiste des bodhisattvas dans la tradition Zen japonaise) qu’il portait par-dessus son armure lui paraissait sans doute plus efficace qu’une seconde cotte de mailles sur les champs de bataille… » De sorte que, finalement, des textes comme les Mystères de la sagesse immobile du maître rinzai Takuan Sōhō (沢庵 宗彭, 24 décembre 1573 - 27 janvier 1645) sont-ils plus à considérer comme des « moyens habiles » mahayanistes pour inculquer la spiritualité à des guerriers mal dégrossis par lesquels des esprits subtils vont utiliser les images et concepts propres aux techniques et outils des samouraïs pour tenter de créer du sens et faire passer leur discours et enseignement. Plutôt que comme une franche adhésion au mode de vie guerrier et destructeur des samouraïs, en contravention avec les préceptes bouddhistes.
Quoi qu'il en soit, par un échange de bons procédés entre le militaire et le religieux, le bouddhisme japonais, considéré comme exogène car importé et non lié originellement à la nature divine de l'Empereur et du pays (il est régulièrement persécuté depuis l'époque de Yamato au VIe siècle), va donc trouver dans le système du bakufu un moyen de retrouver une légitimité face à la vieille religion officielle, le shintoïsme. Offrant en contrepartie la possibilité au pouvoir politique d'extraction guerrière de disposer de sa pratique religieuse propre.
Cette conjonction d'intérêts entre zen de l'école Rinzai, en particulier, et martialité du pouvoir politique militaire finira de fixer un supposé lien consubstantiel entre arts martiaux et un zen pris « au sens large ». Une représentation qui perdure encore de nos jours.

##### Le pouvoir impérial réhabilite le samouraï par le biais des arts martiaux pour servir ses vues expansionnistes
Dans le contexte d'un Japon qui semble s'ouvrir à la modernité occidentale à la suite de l'avènement de l'ère Meiji et qui ambitionne d'étendre hors de ses frontières, les anciens samouraïs déchus de leurs privilèges au moment de la restauration impériale vont peu à peu être mis en exergue comme incarnation des qualités et vertus qui fondent l'exemplarité d'un combattant. Mais dans une version actualisée, qui n'est pas en contradiction avec la nouvelle société japonaise et sans que l'appellation « samouraï » retrouve de légitimité.
Francine Hérail, décrivant les circonstances du retour au pouvoir politique de l'empereur dans sa notice Guerriers et samouraïs dans l'histoire du Japon, relève que « le début du XIXe siècle est marqué au Japon par une série de bouleversements : soulèvements de la paysannerie réprimés impitoyablement par les armées seigneuriales, première approche des navires occidentaux et timide ouverture sur l'extérieur violemment condamnée par la noblesse et mouvement de révolte des grands daimyô qui avaient été muselés depuis deux siècles. Les troubles éclatèrent à la mort du shogun Tokugawa Iemochi en 1866. Les partisans des Tokugawa affrontèrent alors en une véritable guerre civile les partisans d'un retour de l'empereur au pouvoir effectif. Les armées finirent par se rallier à la cause de l'empereur Mutsu Hito qui abolit tous les fiefs et privilèges et fit renter à marche forcée le Japon dans la voie du modernisme, ouvrant ainsi l'ère du Meiji, l'ère des Lumières.
La majorité de ceux qui ont encouragé les réformes et participé activement à l'ère du Meiji sont sortis des couches moyennes et inférieures des samouraïs. Ils ont fourni la plus grande partie des cadres de l'armée, de l'administration et même de l'industrie des débuts du nouveau régime. »
Dans cette perspective, dans un mouvement de reformulation et de modernisation qui peut être comparé à celui que connaît à l'époque Meiji le bouddhisme japonais (cf. supra), les « techniques martiales » (bujutsu) des anciens guerriers et samouraïs de l'ancien ordre féodal déchu vont donc être reprises et revivifiées pour devenir les « arts martiaux » (budō, 武道). Soit un glissement pratique et sémantique du jutsu (術) - terme que l'on peut rendre par la notion d'art ou de technique -, vers le dō (道) qui signifie « voie » dans une acceptation plus spirituelle.
Concrètement, ce retour en grâce des techniques guerrières va s'opérer officiellement à travers la création en 1895 de la Dai Nippon Butoku Kai, littéralement la Société de la vertu martiale du Très Grand Japon sous l'autorité du gouvernement de l'époque, avec l'assentiment de l'empereur. La formulation même du nom de cette « nouvelle » institution mérite d'être soulignée : la connotation hégémonique associée aux termes « Dai Nippon » est très forte et peut aisément être mise en miroir avec le Dai Nippon Teikoku (大日本帝國), litt. le Très Grand Empire du Japon promu par le nationalisme nippon à dater de la restauration Meiji, aux visées colonialistes et de conquêtes évidentes. L'année de la création de la Dai Nippon Butoku Kai doit elle-même être pointée, puisqu'elle correspond à la victoire du Japon sur la Chine à l'issue de la première guerre sino-japonaise.
Le but de la Dai Nippon Butoku Kai est de solidifier, promouvoir et standardiser les disciplines martiales existant alors au Japon.

### Les initiateurs de Herrigel au zen
Outre Ohazama Shuhei (1883-1946) et Kita Reikichi (voir ci-dessous) une autre personnalité japonaise – D. T. Suzuki – eut une influence directe sur la manière dont Eugen Herrigel découvrit le Zen et, d'une certaine manière, en « approfondit » la connaissance au fil du temps. Ces trois intellectuels japonais entretenaient des liens plus ou moins resserrés avec les courants nationalistes et militaristes qui traversaient le pays du Soleil levant. Une bien étrange caisse de résonance si l'on considère les engagements idéologiques personnels d'Eugen Herrigel : les liens qu'ils entretinrent entre eux semblent avoir été, par anticipation, au diapason de l'alliance qui devait au bout du compte unir officiellement leurs deux patries à dater du pacte anti-Komintern de 1936.

#### Kita Reikichi (1885-1961)

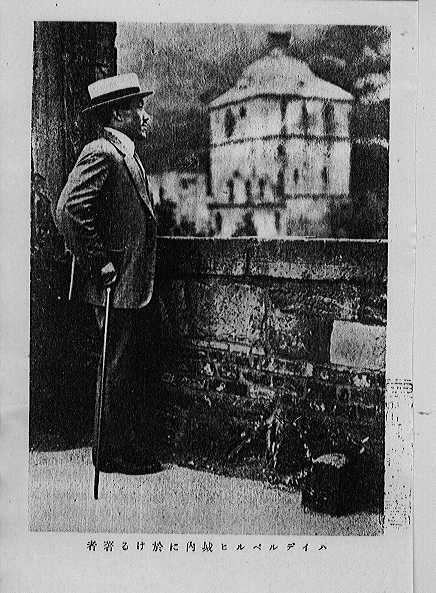
Kita Reikichi à Heidelberg, en 1921.

Christopher W. A. Szpilman a consacré un chapitre éclairant - Kita Reikichi : « Misunderstood Asianism » and « The Great Mission of Our Country », 1917 - à la figure du philosophe et politicien Kita Reikichi, que fréquenta Eugen Herrigel à Heidelberg lorsque Kita comptait au nombre des étudiants japonais de Rickert.
Kita Reikichi, jeune frère du nationaliste Kita Ikki souvent considéré comme le père du fascisme japonais, naît sur l'île de Sado, dans la préfecture de Niigata. Il sort diplômé en philosophie de l'université de Waseda en 1908. De 1914 à 1918, il enseigne dans son université tout en publiant des articles dans des journaux populaires dans lesquels il s'oppose aux tenants de la « démocratie Taishō », tel qu'Yoshino Sakuzō, critiquant leurs incohérences logiques et leur manque de réalisme. À la fin de l'année 1918, il quitte le Japon pour étudier à l'étranger, tout d'abord à Harvard puis, de 1920 à 1923, dans les universités de Berlin et de Heidelberg.
Rentré au Japon, il est nommé rédacteur en chef du quotidien Nihon Shinbun, fondé par le l'avocat et politicien conservateur pan-asiatique Ogawa Heikichi (1869-1942) pour combattre les inclinaisons supposément libérales de la presse japonaise. Tout en occupant ces fonctions, il crée le journal philosophique Gakuen (litt. Académie), qu'il remplaça par le mensuel Sokoku (litt. Mère patrie, avec pour sous-titre Science et patrie) après qu'il eut créé en 1928 la Sokoku Dōshikai (Association des camarades patriotes). Kita y exposait ses vues radicalement anti-partis et ses vues fondées sur une ligne dure en matière de politique étrangère à un public plus large.
Parallèlement à ces activités dans la presse, Kita mène conjointement une brillante carrière d'enseignant, ainsi que d'homme politique. Dans les années 1920 il enseigne la philosophie au Daitō Bunka Gakkuin (l'Académie de la culture du Grand Est), et dans les années 1930 à l'université Taishō tout en occupant les fonctions de président du Teikoku Ongaku Gakkō (l'École impériale de musique) et du Tama Bijutsu Senmon Gakkō (le Collège Tama des arts appliqués). Dans les années 1930, il manque de se faire élire en 1932 à la Diète, mais y parvient enfin en 1936. Excepté durant une brève période juste après la Seconde Guerre mondiale après avoir été purgé par les Américains, il y sera réélu sans discontinuer jusqu'à sa retraite politique en 1956. Bien qu'il n'ait jamais fait partie d'aucun cabinet ministériel, il n'en joua pas moins un rôle important dans la politique japonaise des années 1950. Ainsi, il fut l'un des fondateurs du Jiyutō (le Parti libéral) et l'un des architectes du parti de coalition conservateur Jiyu Minshutō (Le Parti démocratique libéral) constitué en 1955.
Christopher W. A. Szpilman rappelle que Reikichi déclarait ouvertement, dans le journal étudiant Harvard Crimson du 1er octobre 1932, être « le leader fasciste du Japon ». Pour autant, il réussît le tour de force de faire oublier ses engagements après-guerre en se proclamant démocrate et pacifiste. Soit un changement radical, sachant que dès 1917 il avait pourtant dénoncé le pacifisme comme... un « poison » fatal à la puissance nationale du Japon et attaqué toutes formes d'idées progressistes de la « démocratie Taishō » (libéralisme, démocratie et individualisme), une position qu'il tint résolument jusqu'en 1945.
Kita Reikichi eut une influence conséquente sur Herrigel, étant celui qui lui fit approcher vraisemblablement pour la première fois le Zen. Heinrich Rickert avait choisi Eugen Herrigel comme assistant pour son séminaire consacré à Maïtre Eckhart, donné durant le semestre d'été 1922. Au mois de juin de cette année, donc, Kita Reikichi fit un exposé consacré au zen dans le cadre dudit séminaire. Celui-ci se souvient que « Herrigel lui-même, qui relu et corrigea le texte, réagît avec un grand enthousiasme du fait de son affinité naturelle avec le mysticisme ». Et de poursuivre : « J'expliquais que la caractéristique qui distingue le zen est sa méthode unique pour unifier contemplation et action » et « le professeur Herrigel, qui était présent, déclara qu'il n'avait jamais assisté à un séminaire comme celui-ci. »

#### Ôhazama Shuhei (1883-1946)

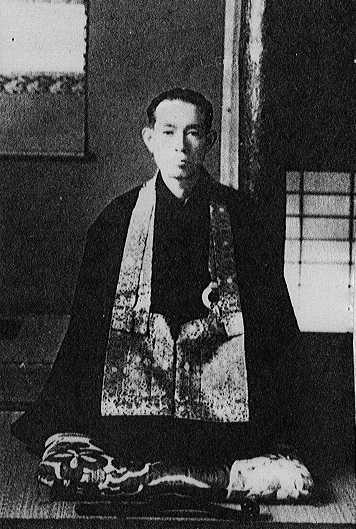
Ôhazama Shuei portraitisé en 1943. Bien que simple pratiquant laïc dans la tradition du zen Rinzai, Ôhazama se montre ici revêtu d'un rakusu (réduction du kesa, le vêtement traditionnel des bonzes) richement orné. Or, plus ce « tablier » est clair et chamarré, plus il indique que celui qui le porte occupe un rang hiérarchique élevé. Ce qui peut paraître surprenant s'agissant d'un laïc n'ayant pas été ordonné et devenu bonze. De fait, il n'est pas tonsuré et porte des cheveux longs. Par ailleurs, un shippei, bâton symbolisant l'autorité et l'aptitude à enseigner d'un pratiquant zen ayant reçu la transmission (shihô) d'un enseignant, se trouve posé devant lui. Mais il ne le tient pas à la main, comme il est pourtant d'usage pour un portrait à caractère officiel. Enfin, même si le document n'est pas de bonne qualité, il semble bien qu'Ôhazama ne porte pas le kesa mais plutôt le kolomo du moine, voire un simple kimono noir. Ce qui surprend vu le contexte. En pareilles circonstances, on s'attendrait vraisemblablement à le voir vêtu d'un kesa de teinte claire avec de nombreuses bandes, en correspondance avec un statut élevé. Une image ambigüe, donc, qui peut laisser penser qu'Ohazama souhaitait s'afficher en enseignant, sans pour autant pouvoir totalement user des symboles traditionnels. Enfin, son « maître racine » Shaku Sokatsu avait visiblement reçu - comme c'est l'usage - un nom bouddhiste composé à partir de celui de son propre maître dont il avait reçu le shihô, Shaku Soen. Or, ce n'est de toute évidence pas le cas en ce qui concerne Ôhazama Shuei, puisqu'il s'agit là de son nom d'état-civil. Par conséquent, on peut raisonnablement douter qu'il ait reçu un shihô officiel.

Né en 1883 dans la préfecture de Yamagata, il sort diplômé du Collège numéro 2 de Sendai en 1904. Diplômé en philosophie du Collège des humanités de l'université impériale de Tokyo en 1907, il enseigne dans différents établissements de l'enseignement secondaire et supérieur dans les années qui suivent. Le ministère japonais de l’Éducation l'envoie entre 1921 et 1923 étudier l'éthique et la pédagogie en Allemagne. À son retour au Japon, il occupa différents postes d'enseignant à l'Académie Taisho pour la culture asiatique et d'adjoint au principal du Seiki College. Mais Ôhazama était également un bouddhiste laïc affilié à l'école Rinzaï et il disposait d'ailleurs de son propre lieu de pratique, dénommé le Takuboku-ryo à Tokyo. Ôhazama avait étudié le zen avec Shaku Sokatsu (1871-1954), lui-même disciple de l'abbé en chef du temple d'Engaku-ji à Kamakura, Shaku Soen. (1860-1919). Celui-là même qui fut l'enseignant de D.T. Suzuki. Ohazama fut l'instructeur religieux d'un groupe de laïcs de 1942 jusqu'à sa mort, le Ryobo-kay (devenu ensuite le Ryobo Kyoka), fondé au début de l'ère Meiji par Imakita Kosen (1816-1892), le professeur de Shaku Soen. Si l'on en croit Shoji Yamada, qui cite le théologien allemand Ernst Benz (1907-1978) de nombreux personnages influents de l'époque, comme le politicien Katsu Kaishu (1823-1899), le politicien et maître de kendo Yamaoka Tesshu (1836-1888), le philosophe Nakae Chomin (1847-1901), D.T. Suzuki, et l'écrivain Natsume Soseki (1867-1916) fréquentèrent le Ryobo-kai. S'appuyant sur les travaux de Robert H. Sharf, Shoji Yamada relève que cet universitaire spécialiste du bouddhisme identifie un trait commun à la plupart de ces personnes qui s'impliquaient dans la diffusion du zen à l'Ouest : ils manquaient de pratique et les qualifications requises des enseignants reconnus leur faisaient défaut, de sorte qu'ils évoluaient au Japon à la périphérie des groupes religieux liés à la tradition du Zen. Et, comme le souligne Yamada, Ôhazama Shuhei ne faisait pas exception.
Chose incroyable, à en croire les mémoires du professeur Hermann Glockner cités par Shoji Yamada, lors de son séjour à Heidelberg les proches d'Ôhazama introduisirent celui-ci auprès de Heinrich Rickert comme un « prêtre Zen de haut rang descendant en ligne directe, à la 79e génération, du Bouddha ». August Faust croyait lui aussi à cette époque qu'Ohazama occupait une place importante dans l'école Rinzaï et « qu'il avait été désigné comme successeur de l'actuel abbé ». Ce qui était bien loin de la vérité puisqu'il n'était qu'un laïc, en aucun cas un abbé et surtout pas le successeur désigné d'un abbé Rinzaï. Pour autant, Ôhazama, en qualité de laïc, aurait bel et bien dû prendre la succession de Shaku Sokatsu au sein du Ryobo Kyokai s'il n'était malencontreusement décédé avant celui-ci.
Shoji Yamada souligne qu'Ohazama — qui devint presque instantanément un camarade inséparable d'Eugen Herrigel — joua un rôle déterminant dans la découverte et l'éducation du philosophe allemand au zen durant son passage à l'université d'Heidelberg. Shoji Yamada rapporte qu'Eugen Herrigel était décrit par le théologien allemand Ernst Benz comme un disciple de Ôhazama Shuhei. Yamada avance comme preuve supplémentaire de l'influence directe d'Ôhazama et de son cercle sur Eugen Herrigel le fait que le philosophe allemand se référait au Zen japonais comme étant le « bouddhisme vivant » dans son article de 1936, Die Ritterliche Kunst des Bogenschiessens. Pour lui, Herrigel puisera cette expression dans l'ouvrage d'Ôhazama édité par August Faust - Zen: der lebendige Buddihismus in Japan (soit Zen : le bouddhisme vivant du Japon - et dont le titre contient déjà cette formulation. Ouvrage dont Herrigel avait justement assuré la relecture et la correction.

### Le «Zen chevaleresque» d'Eugen Herrigel: entre mystique, romantisme et mythes germaniques

#### Les fondements philosophiques en question
La trajectoire d'Eugen Herrigel, en tant que philosophe néo-kantien, s'inscrit dans l'école de Bade (dite encore école du sud-ouest, ou de Heidelberg). À l'époque d'Eugen Herrigel, l'une des figures les plus éminentes en est son directeur de thèse, Heinrich Rickert. Rickert qui avait précédemment dirigé la thèse d'Emil Lask, devenant ainsi au cours du temps son « véritable mentor en philosophie », puis son « interlocuteur privilégié et son ami », selon Marc de Launay. À tel point qu'après les commentaires et critiques formulés par Lask sur son Der Gegenstand der Erkenntnis, Rickert amenda celui-ci en tenant compte de ses remarques et qu'il alla même jusqu'à opérer une refonte complète. Reconnaissant à l'égard de son élève et ami, il lui rendra hommage dans la préface de la troisième édition de l'ouvrage, en 1915, à l'heure même où Rickert apprenait que Lask était tombé sur le front russe.
Herrigel s'inscrivait donc dans cette transmission de l'axiologie développée par ses aînés, une lignée d'enseignants néo-kantiens constituée - dans un ordre chronologique décroissant - par Emil Lask, Heinrich Rickert, Wilhelm Windelband, Rudolf Hermann Lotze (1817-1881) et Johann Gottlieb Fichte (1762-1874). Ladite axiologie pouvant s'entendre, selon Henry Duméry, comme « la philosophie des valeurs ». Celle-ci fait primer « le devoir-être sur l'être car ce qui est se constate, mais ce qui est valeur commande et prescrit (un jugement d'existence s'énonce à l'indicatif, un jugement de valeur s'énonce à l'impératif). L'interrogation se déplaçant de l'être au devoir-être, du réel à la valeur, on est passé tout naturellement de l'ontologie à l'axiologie ».
Hasard ou coïncidence, pensée originelle fondamentalement structurante de la conscience philosophique et politique d'Eugen Herrigel ? Toujours est-il que la figure primordiale de ce courant néo-kantien qu'était Johann Gottlieb Fichte - auquel son mentor Emil Lask consacrera d'ailleurs sa thèse doctorale intitulée L'idéalisme de Fichte (1901-1902) sous la houlette de Heinrich Rickert - traverse toute cette école de Bade / Heidelberg. Johann Gottlieb Fichte qui, justement, commence à être perçu à l'époque de la république de Weimar (1918-1933) comme ayant façonné en son temps la conscience nationale unitaire d'une Allemagne alors morcelée en unités politiques autonomes et qui subissait le joug de l'empire français de Napoléon Ier, fossoyeur selon Fichte des idéaux de la Révolution française (dont le philosophe allemand avait été l'un des défenseurs en Allemagne). Position qu'il défendit dans ses célèbres Discours à la nation allemande de 1807. Or, durant l'époque troublée de l'après-Première Guerre mondiale, cette image de Fichte comme figure tutélaire et héros national de l'unité allemande va être exploitée avec intérêt par les nationalistes völkisch, puis par les tenants du national-socialisme, pour fonder et faire avancer leurs vues politiques. On citera, à titre d'exemple, le cas d'Ernst Bergmann (1881-1945), professeur de philosophie et de pédagogie à l'université de Leipzig et fervent promoteur du national-socialisme. Ernst Bergmann participa à la promotion de Fichte au rang de héros national dans son Fichte und Nationalisozialismus (1932). Un titre dont la formulation rappelle – de manière inverse – celle de la conférence d'Eugen Herrigel en 1935, Nationalisozialismus und Philosophie (ou National-socialisme et philosophie), donnée devant l'Académie d'administration publique (Verwaltungsakademie).
L'appartenance de Herrigel au courant néo-kantien de l'axiologie avec Fichte pour figure fondatrice, via Rickert et Windelband, puis leur élève Lask ; le fait que Lask – mentor de Herrigel et spécialiste de Fichte – soit volontairement parti se battre en 1914 et qu'il ait trouvé la mort les armes à la main dans un engagement personnel en correspondance avec une axiologie mise en pratique ; le fait que Herrigel a voulu honorer la mémoire de Lask en œuvrant à la publication posthume de ses écrits entre 1920 et 1924 ; l'adhésion idéologique avérée de Herrigel au national-socialisme : autant d'éléments qui pourraient suggérer que la pensée du Fichte - supposément initiateur de la nation allemande telle que détournée par le mouvement völkisch, puis le national-socialisme - a tout à fait pu jouer au fil des ans un rôle de premier plan dans les engagements d'Eugen Herrigel. À commencer par son adhésion en 1933 au Nationalsozialistische Lehrerbund (NSLB), la Ligue national-socialiste des enseignants. Ce faisceau d'indices apparemment concordants mériterait d'être exploré plus avant, en particulier en exploitant les archives subsistantes de Herrigel,

#### La mystique de Maître Eckhart, pierre angulaire de la pensée d'Eugen Herrigel
Dans le cadre du tutorat qu'il assurait auprès de certains des étudiants japonais séjournant à Heidelberg, Niels Gülberg souligne bien que Herrigel, ancien étudiant en théologie de 1907 à 1908, faisait la démonstration régulière non seulement de sa connaissance de l'œuvre de Maître Eckhart, mais que de surcroit il la maîtrisait dans sa langue originale. Ainsi Ishihara Ken, qui se souvient que, souhaitant approfondir sa connaissance du mystique rhénan auprès d'Eugen Herrigel, il lui avait demandé de le lire dans le texte, et pour cela de travailler le Moyen haut-allemand avec lui. Plus généralement, Niels Gülberg relève que Maître Eckhart faisait partie des auteurs sur lesquels Herrigel intervenait régulièrement auprès des étudiants japonais qu'il suivait en tutorat.
On sait également, toujours grâce aux travaux de Niels Gülberg et à ceux de Shoji Yamada (qui cite le témoignage direct de Kita Reikichi, qui était alors étudiant à Heidelberg), que Heinrich Rickert avait justement choisi Eugen Herrigel comme assistant pour son séminaire consacré à MaÎtre Eckhart, donné durant le semestre d'été 1922. Sans doute n'était-ce pas le fruit du hasard compte tenu de la connaissance que Herigel possédait de la mystique rhénane. Fait notable, au mois de juin de cette année, Kita Reikichi fit un exposé consacré au Zen dans le cadre dudit séminaire. Celui-ci se souvient que « Herrigel lui-même, qui relu et corrigea le texte, réagît avec un grand enthousiasme du fait de son affinité naturelle avec le mysticisme ». Et de poursuivre : « J'expliquais que la caractéristique qui distingue le Zen est sa méthode unique pour unifier contemplation et action » et « le professeur Herrigel, qui était présent, déclara qu'il n'avait jamais assisté à un séminaire comme celui-ci ». Niels Gülberg parle même d'une réaction « enthousiaste. » d'Eugen Herrigel. Un événement qui participa sans doute à la rencontre de Herrigel avec le zen.
De cette fréquentation régulière de la pensée d'Eckhart naquit l'idée chez Herrigel d'en tirer un livre, qui n'aboutira pas et ne donnera lieu à aucune publication. Pour preuve, dans la conférence qu'il a consacré à Herrigel, Matthias Obereinsenbuchner (psychologue et pratiquant du kyūdō) cite l'étude du Dr Wolfgang Wilhelm, publiée sous le titre Drei bedeutende Deutsche Denker in Sendai: Herrigel, Löwith, Singer, dans laquelle est retranscrite une lettre de Herrigel datant de décembre 1935 et envoyée à Ken Ishihara, l'un de ses anciens étudiants japonais à Heidelberg et lui-même spécialiste d'Eckhart: Eugen Herrigel y rappelle avec insistance qu'il se consacre depuis de nombreuses années déjà à l'étude de l'œuvre du mystique rhénan.
Par ailleurs, une toute première occurrence du nom d'Eckhart apparaît dès la deuxième partie de l'article-conférence de 1936, L'Art chevaleresque du tir à l'arc, qui rappelle que Herrigel avait à l'esprit en se rendant au Japon de découvrir concrètement le moyen de parvenir au « détachement » qu'il discerne chez le penseur rhénan : « Pourquoi je choisis d'étudier l'art du tir à l'arc mérite quelques explications. Même lorsque j'étais étudiant, je m'intéressais au mysticisme, et tout particulièrement au mysticisme allemand, et je sentais qu'il me manquait quelque chose pour le comprendre totalement. Une essence que je n'arrivais pas à identifier et à propos de laquelle je n'arrivais à trouver aucune information. Je sentais que je me trouvais face à une porte ultime, mais que je ne possédais pas la clé pour l'ouvrir. Lorsque l'on me proposa un poste pour quelques années à l'Université impériale Tohoku, je saisis cette opportunité de découvrir le Japon et son peuple fascinant et par-dessus tout d'entrer en contact avec le bouddhisme vivant et de découvrir la clé de ce détachement. Maître Eckhart accorde une très haute importance à ce détachement mais ne donne aucune indication pour l'atteindre. »

#### Une vision d'Eckhart sous influence «völkisch»
Dans la lettre de décembre 1935 envoyée à Ken Ishihara, Eugen Herrigel explique que l'écriture de cet ouvrage consacré à Eckhart devait permettre d'affirmer si, oui ou non, Eckhart pouvait être considéré comme un mystique. Un questionnement singulier compte tenu du profil de ce penseur rhénan, d'autant que Herrigel conclut son propos par une affirmation qui, lue aujourd'hui, étonne et surprend au premier degrés : « Echte Mystik und Christentum sind unverträglich » .Herrigel jugeait ainsi que « la véritable mystique et le christianisme sont incompatibles ». Mais il s'agit là en réalité d'une conception proche de celle de la « mystique nationale » telle que développée par le national-socialisme, qui considérait que le christianisme était ontologiquement entaché par ses racines juives.
S'agissant de Maître Eckhart, ce cheminement intellectuel d'Eugen Herrigel le rapproche donc clairement de la perception völkisch et nationale-socialiste du fait religieux et du fait spirituel. Ainsi, Brian Victoria et Karl Baier (Université de Vienne, Autriche) se sont penchés en 2013 et 2014, dans le cadre d'une série de trois articles publiés dans The Asia-Pacific Journal sous le titre générique A Zen Nazi in Wartime Japan,,, sur les ponts, liens et affinités personnels ou intellectuels qui existaient entre D.T. Suzuki, Karlfried Graf Dürckheim, Eugen Herrigel et Yasutani Haku'un, avant, pendant et après la Seconde Guerre mondiale, à l'heure de l'émergence et de l'exacerbation des nationalismes allemands et japonais. L'occasion pour ces deux universitaires de mettre en exergue l'usage très spécifique qui a été fait dans les cercles intellectuels et universitaires allemands, dès la fin du XIXe siècle, de l'œuvre de Maître Eckhart. Brian Victoria analyse ainsi la place particulière qu'occupe Eckhart dans certains cercles intellectuels allemands dès le XIXe siècle :
- « Maître Eckhart était l'incarnation d'un courant majeur de la spiritualité Nazi. C'est-à-dire que, à l'intérieur de la pensée allemande völkisch, Eckhart représentait l’essence même de la véritable foi germanique. La manière dont Maître Eckhart a été appréhendé en Allemagne a très souvent varié au fil des époques, Eckhart se retrouvant associé au nationalisme allemand au début du XIXe siècle à la suite de l'occupation par Napoléon de parties importantes de l'Allemagne. De nombreux romantiques et autres adhérents à l'idéal allemand considéraient Eckhart comme un mystique allemand absolument unique et l'admiraient pour avoir écrit en allemand plutôt qu'en latin et osé s'opposer au monde scolastique latiniste ainsi qu'à la hiérarchie de l’Église catholique. Au XXe siècle, le national-socialisme – ou tout du moins certaines personnalités majeures du national-socialisme – se sont approprié Eckhart car elles le considéraient comme un précurseur d'un Weltanschauung allemand spécifique. En particulier, Alfred Rosenberg considérait Eckhart comme un mystique allemand ayant anticipé sa propre idéologie, le positionnant comme une personnalité clef dans l'histoire de la culture allemande. Par conséquent, Rosenberg inclût un long chapitre consacré à Eckhart, intitulé « Mysticisme et action », dans son livre Le Mythe du vingtième siècle. Rosenberg était l'un des idéologistes en chef du nazisme et Le Mythe du vingtième siècle arrivait, en termes d'importance, en seconde position juste derrière le Mein Kampf de Hitler. En 1944, plus d'un million d'exemplaires en avaient été vendus. Rosenberg était attiré par Eckhart, le considérant comme l'un de ceux ayant le plus précocement formulé la « volonté » comme concept suprême. »[28]

Karl Baier, dans son article, détaille plus avant l'incidence que cette perception orientée de l'œuvre de Maître Eckhart a pu avoir sur celle de Herrigel:
- « Durant la période Nazi l’interprétation völkisch d’Eckhart continua. Dans son Mythe du vingtième siècle l’idéologue du NSDAP Alfred Rosenberg cita de manière extensive Eckhart comme le pionnier la foi allemande. En 1936, Eugen Herrigel établit des parallèles entre Eckhart et le zen dans son article L’Art chevaleresque du tir à l’arc[30] qui devint une source majeur pour Dürckheim. Herrigel regarde Eckhart et le zen depuis la perspective typique des protagonistes du mysticisme völkisch : « On dit souvent que le mysticisme et en particulier le bouddhisme conduit à une attitude passive, un désir d’évasion de la réalité qui est hostile au monde. […] Celui qui est terrifié se détourne de ce chemin vers le salut à travers la paresse et en retour fait l’éloge de son propre caractère faustien. Celui-ci ne se souvient même pas qu’il y eut un grand mystique dans l’histoire intellectuelle allemande qui, en dehors du détachement prêchait l’indispensable valeur de la vie quotidienne : Maître Eckhart. Et quel que soit celui qui a l’impression que cette « doctrine » est contradictoire en elle-même, il devrait prendre le temps de réfléchir au peuple japonais, dont la culture spirituelle et le style de vie sont significativement influencés par le bouddhisme zen et qui ne peut être critiqué pour sa passivité et une tendance à un désir d’évasion de la réalité. Les Japonais sont si incroyablement actifs non parce qu’ils sont mauvais, de tièdes bouddhistes mais parce que le bouddhisme vital de leur pays les encourage à l’activité. » »

De fait, l'affirmation de Herrigel dans sa lettre de 1935 à Ken Ishihara - « la véritable mystique et le christianisme sont incompatibles » - et son questionnement sur la qualité mystique avérée ou non d'Eckhart, montrent la péréquation entre la pensée de Herrigel et les conceptions völkisch et nazi du religieux apparues dès la République de Weimar ainsi que les décrivent Karl Baier et Brian Victoria. Ils rappellent comment s'est forgé à travers ledit courant völkisch, qui puisait lui-même ses racines en partie dans le romantisme allemand, le concept d'une « foi allemande ». Cherchant à s'affranchir des influences chrétiennes originelles par le biais d'une conception sublimée et nationalement pure d'une mystique dont l'icône était Maître Eckhart - dont la stature et le propos se transfiguraient sous l'effet des forces völkisch bien au-delà de celle du religieux dominicain pour incarner l'esprit du peuple élu -, cette « foi allemande » se voulait une sorte de méta-spiritualité, ontologie du peuple allemand aryen. Une conception nazie du spirituel que l'on retrouvera notamment dans le christianisme positif d'Alfred Rosenberg.
Karl Baier rappelle par ailleurs que :
- « Les concepts religieux du milieu völkisch ont donné lieu à d'intenses recherches dans les dernières décennies. La multitude de ce qui était principalement constitué de petites communautés ou mouvements, qui ne duraient jamais plus que quelques années, peut être divisée en deux catégories basiques : néo-paganisme et chrétien völkisch. Les deux étaient hautement syncrétiques dans leurs tentatives antisémites de développer une religion aryenne racialement spécifique. Les groupes néo-payens, une petite minorité, rejetaient la foi chrétienne et tentaient de revitaliser les anciennes religions nordiques ou cherchaient une nouvelle forme de foi germanique. Les chrétiens völkisch tentaient d'extraire des éléments aryens dans les enseignements de Jésus et construisaient une histoire de la foi chrétienne allemande depuis les mystiques allemands du Moyen Âge jusqu'à leur époque. »[32]

À bien y regarder, Eugen Herrigel semble donc avoir bel et bien positionné Eckhart et son œuvre aux confluents de ces dérives intellectuelles et spirituelles fortement connotées.

#### À l'aune du national-socialisme, de quoi la «chevalerie» de Herrigel est-elle le nom?
Karl Baier détaille les grandes thèmes et concepts qui sous-tendront après la Première Guerre mondiale les pensées nationaliste et national-socialiste allemandes. Et de constater : « Aussi étrange que cela puisse paraître aujourd’hui, la combinaison d’une nouvelle religiosité, l’intérêt dans les religions asiatiques, la pensée nationaliste et une fréquente attitude anti-démocratique […] n’avait rien d’exceptionnel à cette époque. […] Les vues de l’extrême droite sectaire weimarienne [reposaient] sur un grand nombre d’organisations, de cercles de lecture, de groupes paramilitaires et de ce que l’on désignait sous le terme de Bünde (ligues) en connexion avec le Mouvement de la jeunesse allemande Die deutsche Jugendbewegung et le mouvement de la Réforme de la vie (Lebensreform). » Et Karl Baier de citer un ouvrage de Karla Poewe : « Les Bünde éteint spécifiquement allemandes. Ce qui les rendit si pérennes durant les années allant de 1919 à 1933 était en fait que ni les observateurs ni les participants ne pouvaient décider de ce qu’était leur nature. Étaient-elles religieuses, philosophiques ou politiques ? La réponse est : les trois à la fois. » De fait, en ce qui concerne Eugen Herrigel, les connexions entre sa pensée personnelle et les courants völkisch et national-socialiste ont influé sur sa compréhension du mysticisme, du spirituel, du Zen et du Japon et ne semblent pas s'être limitées à la seule l'œuvre d'Eckhart.
Dans son article A Zen Nazi in Wartime Japan: Count Dürckheim and his Sources—D.T. Suzuki, Yasutani Haku’un and Eugen Herrigel, Brian Victoria revient sur le concept « d'homme nordique » tel qu'Alfred Rosenberg l'applique à Maître Eckhart dans son Mythe du vingtième siècle paru en 1930 : « Rosenberg inclût également cette description de « l'homme nordique allemand » sur un mode à la semblance du Zen : « L'homme nordique allemand est l'antipode des deux directions, se saisissant des deux pôles de notre existence, combinant le mysticisme avec une vie d'action, porté par un sentiment vital dynamique, soulevé par la croyance en une volonté créatrice libre. Maître Eckhart aspirait à devenir un avec lui-même. C'est certainement notre propre désir ultime ». Or, il s'avère que Herrigel s'appuie sur ce même concept « d'homme nordique allemand » dans le texte de sa conférence donnée devant l'Académie d'administration publique en 1935, intitulé Nationalisozialismus und Philosophie (National-socialisme et philosophie). Mais en se référant à Nietzsche, dont la pensée et l'œuvre furent elles aussi largement détournées par le national-socialisme. Matthias Obereinsenbuchner en cite cet extrait dans sa conférence de 2005, Eugen Herrigel und der westliche Blick auf die fernöstliche Kultur: « La race de maître que Nietzsche distingue dans l'Homme nordique ramène les Juifs à la qualité de peuple esclave. Si l'on suit Nietzsche dans ce qu'est cette race de maître, l'Homme nordique - avec son caractère guerrier et sa disposition spirituelle à commander - devrait l'emporter dans le futur. » Herrigel poursuit ensuite son propos en estimant que, fort des apports de la philosophie officielle allemande, l'ego de l'Homme nordique allemand finira par primer et s'imposer dans la conscience européenne. Soit en allemand dans le texte : « Den Herrenmenschen sieht Nietzsche im nordischen Menschen verkörpert, den Sklavenmenschen im Juden. So ist nach Nietzsche der Herrenmensch, der nordische Mensch mit seiner kriegerischen und einsatzbereiten Seele der Mensch, der befehlen kann und daher in Zukunft herrschen soll. Hier ist also die Rede von dem farblosen allgemeinmenschlichen Ich, das wir im Zusammenhang mit der offiziellen deutschen Philosophie kennerlernten, grundsätzlich überwunden. An seine Stelle tritt das Ich des nordischen Menschen, das deutsche Selbstbewusstsein mit seiner grundlegenden Sendung für das europäische Bewußtsein überhaupt. » Cette conférence constitue en-soi un texte précurseur puisqu'il précède d'une année l'article de Herrigel Die ritterliche Kunst des Bogenschießens (L'art chevaleresque du tir à l'arc, 1936), qui jette les fondations du futur Zen in der Kunst des Bogenschießens (Le Zen dans l'art du tir à l'arc, 1948). Une conférence qui est par ailleurs sensiblement concomitante avec deux autres éléments connus de la vie de Herrigel et cités plus haut : sa lettre de 1935 dans laquelle il explique à Ken Ishihara son intention de consacrer un livre à Maître Eckhart ; son adhésion à la Ligue militante pour la culture allemande (KfdK), fondée justement par Alfred Rosenberg.
Toujours en croisant les travaux de Brian Victoria, de Karl Baier et de Matthias Obereisenbuchner, on peut souligner que Herrigel s'inscrivait parfaitement dans les objectifs politiques et intellectuels du Reich dans sa volonté ouvertement affichée d'établir coûte que coûte une proximité entre pensée völkisch, national-socialisme, culture martiale et zen. Pour détailler et mieux appréhender ce paradigme propre à l'époque, ainsi que les affinités que cherchaient à tisser certains idéologues et intellectuels tant japonais qu'allemands sur l'imagerie du guerrier et donc de la connexion entre les figures supposées spirituelles du samouraï et celle du chevalier, Brian Victoria s'appuie sur un exemple, dans son article A Zen Nazi in Wartime Japan: Count Dürckheim and his Sources — D.T . Suzuki, Yasutani Haku’un and Eugen Herrigel. Il s'attache ainsi à détailler la manière - et les effets connexes - dont D.T. Suzuki entrepris en 1938 de faire traduire le plus rapidement possible son livre paru au Japon, Le Zen et la culture du Japon. Le même D.T. Suzuki à propos duquel son éditeur Handa Shin, cité par Brian Victoria, disait que « ses écrits sont réputés pour avoir fortement influencés l'esprit militariste de l'Allemagne nazie ». Ce projet de publication - sous le titre de Zen und die Kultur Japans - aboutit en 1941, après avoir bénéficié d'un soutien précoce en Allemagne puisque, avant même que l'ouvrage soit disponible en librairie, la presse l'avait chroniqué et encensé. En particulier le Völkischer Beobachter (littéralement L'Observateur Völkisch), organe de presse officiel du parti nazi qui comptait pas moins de 1,7 million de lecteurs jusqu'en 1944. Dans l'édition du 11 janvier 1942 du Völkischer Beobachter, Brian Victoria signale ainsi la parution d'un article reproduisant au fil de quatre pages des bonnes feuilles tirées du livre de D.T. Suzuki, sous le titre Zen und der Samurai et sous-titré Von der Todesbereitschaft des japanischen Kriegers, soit « Zen et samouraï / De la volonté de mort du guerrier japonais ». Brian Victoria note qu'ici, sans surprise, s'exprime dans cette sélection de bonnes feuilles l'intérêt du nazisme pour un Zen supposé à-même de concourir au développement de l'aptitude du guerrier à mourir. Les mots « mort », « mourir », « mortel » apparaissent pas moins de quatorze fois. Brian Victoria met d'ailleurs en exergue le contenu de la phrase d'introduction : « Le problème de la mort est un grand problème pour chacun d'entre nous ; elle est cependant plus prégnante pour le samouraï, pour le soldat, dont la vie est totalement dévolue au combat, et le combat signifie la mort des combattants des deux parties ». Et D.T. Suzuki de citer le Hagakure, un code d'honneur du samouraï datant du début du XVIIIe siècle rédigé par Yamamoto Jōchō (1659-1719), un ancien samouraï contraint à l'exil et qui dû prendre par nécessité la robe de moine zen : « Nous lisons ce qui suit dans le Hagakure : « Le Bushido signifie la volonté déterminée de mourir. Lorsque vous vous trouvez à la bifurcation des voies, choisissez sans hésiter la voie de la mort. Il n'y a pas de raison particulière à cela si ce n'est que votre esprit y est prêt et disposé à régler cette affaire. Certains pourront dire que, si vous mourrez sans atteindre l'objectif, c'est une mort inutile, une mort de chien. Mais lorsque vous vous trouvez à la bifurcation des voies, vous n'avez besoin d'aucun calcul pour atteindre l'objectif. Nous préférons tous la vie à la mort, et nos calculs et raisonnements iront nécessairement du côté de la vie. Si vous manquez ainsi l'objectif et restez en vie, vous êtes véritablement un lâche. C'est une observation importante. Dans le cas où vous mourriez sans avoir atteint l'objectif, il se peut que ce soit une mort de chien - un acte de folie, mais il n'y aura aucune incidence sur votre honneur. Dans le Bushido, l'honneur prime sur tout. »

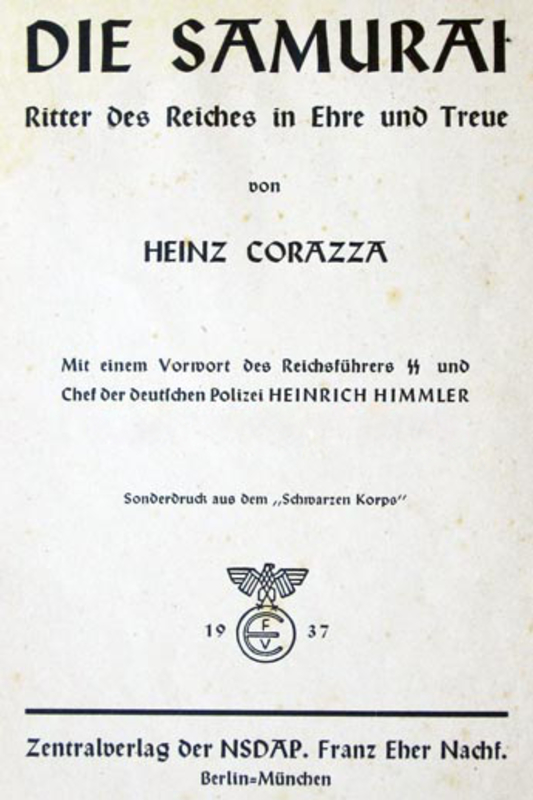
Die Samurai, Ritter des Reiches in Ehre und Treue, ou « Les Samouraïs, chevaliers de l'empire dans l'honneur et la loyauté » (1937). Himmler était tellement obnubilé par les samouraïs qu'il en vint à commander un livret sur leur histoire et leurs valeurs, ouvrage de propagande qui devait ensuite être distribué aux membres de la SS. Il fut publié par la maison d'édition du parti nazi (Zentralverlag der NSDAP, Franz Eher Nachf.; Auflage: Sonderdruck aus dem Schwarzen Korps). L'auteur du livre, Heinz Corazza, y insistait sur l'importance supposée des samouraïs en tant que force ayant permis au Japon de devenir une puissance dirigeante mondiale. Himmler rédigeât une introduction dans laquelle il mit l'accent sur le rôle similaire que devait tenir la SS en Allemagne.

Brian Victoria relève que les membres de la Schutzstaffel (SS) - dont la devise était « Meine Ehre heißt Treue », ou « Mon honneur s'appelle fidélité » - durent être particulièrement sensibles à ce propos et à ces pages de D.T. Suzuki, très précisément choisies pour être publiées dans cet organe officiel du régime nazi. Brian Victoria souligne que « ce n'est pas une coïncidence si l'accent a été mis tout à la fois sur l'honneur et la loyauté dans la SS et sur un code du Bushido supposément inspiré par le zen, sachant qu'à la fin de 1937 Heinrich Himmler avait reçu d'Adolph Hitler la permission de façonner la SS sur le modèle du samouraï. Le but de Himmler était que, dans une Allemagne victorieuse, la SS formerait une force d'élite qui dirigerait le pays comme l'avaient fait les samouraïs ». Brian Victoria synthétise sa pensée en citant Bill Maltarich et son livre Samurai and Supermen: National Socialist Views of Japan : « Si l'Europe avait toujours montré un intérêt pour le samouraï, c'est l'Allemagne qui donnait la tendance à la suite de son alliance avec le Japon, et ce fut la SS de Himmler qui bâtit sur cette caste une analogie de la similitude parfaite et ce malgré la distance géographique. Tout comme l'avait fait le code rigide et pétri de principes du samouraï, tout du moins dans la perception qu'en avait le Japon à cette époque, qui influençait et améliorait l'ensemble du peuple japonais, la SS montrerait et montrait l'exemple à l'ensemble de l'Allemagne ». Himmler était tellement obnubilé par les samouraïs qu'il en vint à commander un livret sur leur histoire et leurs valeurs, ouvrage qui devait ensuite être distribué aux membres de la SS. Ce livret fut publié en 1937 sous le titre Die Samurai, Ritter des Reiches in Ehre und Treue, ce que l'on pourrait traduire par Les samouraïs, chevaliers de l'empire dans l'honneur et la loyauté. L'auteur du livre, Heinz Corazza, y insistait sur l'importance supposée des samouraïs en tant que force ayant permis au Japon de devenir une puissance dirigeante mondiale. De son côté, Himmler rédigeât une introduction dans laquelle il mit l'accent sur le rôle similaire que devait tenir la SS en Allemagne. Il y affirmait que les lecteurs en arriveraient à « considérer que ce sont principalement les minorités incarnant la valeur la plus haute qui donnent au peuple une vie qui, en termes terrestres, est éternelle ».
De fait, cette volonté ambiante de démontrer l'existence de puissants liens et correspondances entre samouraïs et chevaliers teutoniques, icônes fantasmées et célébrées tant par les tenants d'un peuple japonais martial et pur incarné par l'esprit Yamato-damashii que par les promoteurs allemands des mouvements völkisch et national-socialiste (on évoquera le tableau Der Bannerträger de Hubert Lanzinger (de) représentant Hitler en chevalier teutonique), a rencontré un écho plus que certain chez Eugen Herrigel. Pour preuve, la conférence donnée par Herrigel durant le semestre d'été de 1944, dont le titre s'accorde parfaitement avec ces considérations et qui prouve qu'il apporta avec diligence sa contribution à cet édifice idéologiquement douteux. Celle-ci avait justement été intitulée Das Ethos des Samurai, soit L'Ethos du samouraï. Matthias Obereisenbuchner en extrait des citations symptomatiques de la nature réelle de la pensée de Herrigel. Ce dernier y expose par exemple l'idée que la voie du chevalier doit s'entendre dans son sens le plus profond, c'est-à-dire celui de la mort, affirmation gémellaire des propos développés par D.T. Suzuki ; que ladite voie du chevalier est devenue la manière d'être de tout le peuple japonais et que cela s'exprime tout particulièrement dans son armée ; que le sens de l'existence réside dans le sacrifice pour son pays et que si le soldat doit maîtriser d'un point de vue technique les armes, d'un point de vue moral il doit avoir fait l'apprentissage de la mort ; ou encore que le samouraï d'hier est lié au soldat d'aujourd'hui, manière d'affirmer en creux que le soldat du Reich est l'héritier du chevalier teutonique d'hier :
- « Der Weg des Ritters ist somit, in seinem tiefsten Sinn verstanden, der Weg in den Tod. Oder doch wenigstens der Weg zu derjenigen Gesinnung, welche im Tod um der Treue willen den Sinn des kämpferischen Lebens und die Sehnsucht aller tapferen Herzen sich erfüllen sieht. »[44]
- « Das Samuraitum ist vergangen, sein Ethos lebt weiter. Der Weg des Ritters ist zum Wege des ganzen japanischen Volkes geworden und bekundet sich, wie sich von selbst versteht, am deutlichsten in seiner Wehrmacht. »[45]
- « Aber noch bedeutsamer und kennzeichnender ist eine Art von wehrgeistige Unterricht, der dem Soldaten einprägt, daß der Sinn seines Daseins sich erst darin erfüllt, daß er sich für sein Vaterland opfert. Es wird technisch der Umgang mit Waffen, mo- ralisch aber das Sterben gelehrt. »[46]
- « Denn wo in aller Welt ist die Unbedingtheit des Opfermutes und des Treuseins, durch welche sich der Samurai von gestern und der Soldat von heute auszeichnet noch anzu- treffen – wen nicht gerade im deutschen Volke? Haben dies nicht die letzten fünf Kriegsjahre in geradezu erschütterndem Ausmaße bewiesen? Mögen die Unterschiede im einzelnen noch so groß sein, so verstehen wir unseren tapferen Bundesgenossen im fernen Osten doch in allem Wesentlichen, wie es für uns wie für ihn heiligste Überzeu- gung ist, daß, nach einem tiefen Wort Hölderlins, für das Vaterland noch keiner zu viel gefallen ist. »[47]

### Analyse du «Zen dans l'art chevaleresque du tir à l'arc»

#### Genèse éditioriale
Le 25 février 1936, Eugen Herrigel intervient devant les membres berlinois de la Société allemande-japonaise. À la suite de quoi, il se sert de ses notes comme base d'un essai de 20 pages sur son expérience du kyūdō, intitulé Die ritterliche Kunst des Bogenschiessens (soit L'Art chevaleresque du tir à l'arc). En 1948, il l'étendit sous forme d'un petit livre intitulé Zen in der Kunst des Bogenschiessens, traduit en anglais en 1953 et en japonais en 1955. La même année, l'ouvrage est édité pour la première fois en français : Le Zen dans l'art chevaleresque du tir à l'arc. La traduction retenue pour le titre mêle curieusement celui de l'essai de 1936 avec celui de 1948.

##### Que contient l'ouvrage de 1948 par rapport à l'article de 1936?
Le livre contiendrait des idées précises sur l'apprentissage et le contrôle moteur, constituant des leçons utiles pour tout sport ou activité physique. Par exemple, une idée centrale du livre serait qu'à travers des années de pratique, une activité physique devient sans effort, mentalement et physiquement, comme si le corps exécutait des mouvements complexes et difficiles sans contrôle conscient de l'esprit. Il s'agit cependant d'une interprétation qui ne tient pas devant une lecture attentive du livre. Herrigel relate précisément un épisode où il s'était entraîné longuement à lâcher le coup de la manière la plus naturelle possible, à l'instar de l'image utilisée par son maître, comme la masse de neige tombe de la feuille de bambou. « Lorsqu'il fit au maître la démonstration du fruit de son entraînement l'issue fut catastrophique. Le maître ne voulut plus avoir affaire à lui. Il faut d'ailleurs remarquer que, dans la relation qu'en fait Herrigel, ce maître n'a jamais fait étudier à son élève le mouvement de retrait du doigt maintenant tendue la corde de l'arc. Il ne s'agit donc ni d'apprentissage ni de contrôle moteur ».
L'idée centrale du livre est donc plutôt liée à la question posée par Herrigel à son maître : « Mais comment le coup peut-il partir si ce n'est pas moi qui le tire ? » On retrouve là la difficulté qu'il y a à laisser se déclencher un mouvement corporel sans aucune volition de la part du sujet, difficulté qui a été abordée par un médecin américain du nom de Brown Landone (1847-1945). Cette idée centrale s'étend jusqu'à la problématique de l'atteinte du but, qui se fait « avec une sûreté somnambulique » et « sans avoir visé consciemment ».
Herrigel décrit d'ailleurs le Zen dans le tir à l'arc comme suit : « L'archer cesse d'être conscient de lui-même en tant que personne appliquée à atteindre le cœur de la cible qui lui fait face. Cet état d'inconscience est obtenu uniquement quand, complètement vide et débarrassé du soi, il devient un avec l'amélioration de sa technique, bien qu'il y ait là dedans quelque chose d'un ordre tout à fait différent qui ne peut être atteint par aucune étude progressive de l'art... ».
Le livre fut un best-seller pendant plus de cinquante ans. De nombreuses idées du livre sont devenues des principes fondamentaux du bouddhisme zen vu par les Occidentaux, par exemple l'idée qu'un adepte doit étudier des tâches simples pendant des années auprès d'un maître, avant d'être autorisé à effectuer des tâches plus substantielles. Ceci est une interprétation possible du livre de Herrigel, qui ne peut toutefois se résumer à cette trop banale indication.

### Critique de l'ouvrage et discussion
L'idée de la parenté entre Zen et kyūdō a suscité un certain intérêt au Japon, et particulièrement dans l'est, avec des écoles consacrées au « tir à l'arc zen » [réf. nécessaire]. Cependant cette idée fait l'objet de vives critiques de la part d'universitaires, par exemple Yamada Shōji (ja), qui la qualifie de « mythe ». Pour Robert H. Sharf, cet ouvrage est utile car il illustre les défauts de la majorité des écrits sur le mysticisme bouddhiste.
Pour Yamada, les principaux arguments sont basés sur l'expérience très restreinte de Herrigel dans le tir à l'arc ainsi que sur sa méconnaissance du japonais le rendant dépendant d'un interprète qui, pour pallier les contradictions et l'obscurité du discours de Maître Awa, traduisait de manière très libérale. Il est noté d'ailleurs qu'un des épisodes les plus marquants du texte de Herrigel se passe en l'absence d'un traducteur, ce qui rend très douteuse la relation de certains propos du Maître par Herrigel. En outre, Yamada relate que le courant spiritualiste créé par ce Maître était considéré comme marginal ou farfelu par bien des maîtres du kyūjutsu (le terme traditionnel pour désigner le tir à l'arc japonais) et surtout, que le Maître Awa n'avait aucune formation particulière au Zen.
Yamada pointe aussi qu'à la même époque un autre étranger, William R. B. Acker, qui lui avait une connaissance directe du Zen (il vécut durant son séjour au Japon dans un temple Zen), de la langue japonaise qu'il maîtrisait à l'écrit et à l'oral et du kyūjutsu qu'il a pratiqué pendant plus longtemps et plus assidument que Herrigel, ne fait état d'aucun lien particulier entre le kyūjutsu et le Zen dans The fundamentals of Japanese Archery, un traité coécrit avec son maître de tir à l'arc.
Par ailleurs, il semble établi que l'idée d'un lien entre kyūjutsu et Zen soit apparue dans le milieu des pratiquants japonais postérieurement à la traduction en japonais du livre de Herrigel. Pour Yamada, Herrigel était, dès avant son départ pour le Japon, en quête du Zen, et ne pouvant y accéder directement par la pratique, se serait rabattu sur le kyūjutsu dans lequel il aurait réussi à trouver un peu de ce qu'il cherchait. Herrigel lui-même ne dit pas autre chose dans son livre. Le succès au Japon des idées de Herrigel, un des points dont la raison préoccupe particulièrement Shoji Yamada, résulterait selon ce dernier de l'image séduisante qu'elles ont donnée d'eux-mêmes aux Japonais.
R.H. Sharf pointe lui la piètre qualité scientifique de l'ouvrage de Herrigel : comme Yamada, il remarque que les moments-clés du récit se sont déroulés en l'absence de tout traducteur mais il note en plus la piètre qualité des comptes-rendus d'observation, un romantisme échevelé, historicisme et la tendance à psychologiser les actes rituels.
De manière paradoxale, une autre critique de Herrigel vient de D.T. Suzuki. Pourtant l'auteur d'une préface élogieuse au livre d'Herrigel, il dira, quelques années après, que « Herrigel essaie d'atteindre le zen, mais il n'a pas compris le zen en lui-même. Avez-vous déjà vu un livre écrit par un Occidental qui l'ait compris ? ». Paradoxe intéressant. La critique qu'il comporte semble suggérer que le vieux maître qu'était Suzuki aurait pu vouloir effacer ainsi la bonne impression laissée par son élogieuse préface au petit livre de Herrigel. Et il est possible en effet que les commentaires dont ce dernier assaisonne le récit de ses expériences lui soient apparus quelque peu boursouflés et ne convenant guère à la sobriété du zen. Mais qu'on ne s'y trompe pas en sacrifiant trop rapidement au principe de non-contradiction, magnifié par Aristote en son temps et demeuré un des fondements indiscutés de la pensée moderne. Ce principe n'a pas forcément pris racine en Extrême-Orient en général et dans l'esprit zen en particulier. Les éloges du vieux maître peuvent fort bien subsister.

### La postérité de l'ouvrage au-delà du zen et du tir à l'arc

#### La mode éditoriale du «Zen dans l'art de»
Le titre « Zen in the Art of Archery » est à l'origine d'une mode dans les titres de livres : plus de 200 ont eu ensuite des titres similaires [réf. nécessaire], y compris le très populaire Traité du zen et de l'entretien des motocyclettes, de Robert Pirsig (1974). Le thème commun est qu'accomplir une tâche ordinaire, comme réparer sa moto, peut avoir une dimension spirituelle.